# Renan Pippi
Renan Pippi (Nova Palma, 23 gennaio 1984) è un ex calciatore brasiliano, di ruolo attaccante.

## Carriera
Cresciuto nel Grêmio, a 18 anni si trasferisce in Italia al Chieti dove disputa 3 partite in Serie C1. In seguito gioca per una stagione nella massima serie uruguaiana con il Wanderers Montevideo (nella quale segna 5 gol in 30 incontri); successivamente ha sempre militato in Italia in Serie D, Serie C2 e Serie C1.
Nel 2009 si trasferisce alla Sangiovannese in Lega Pro Seconda Divisione rimanendovi per una stagione e mezza.
Nel gennaio 2011 passa alla Sanremese, sempre in Seconda Divisione, dove segna 4 gol in 14 partite.
Nell'estate successiva scende in Serie D al Monterotondo Lupa dove rimane fino al gennaio 2012 quando si trasferisce al Città di Marino, sempre in Serie D.
L'anno seguente passa alla LVPA Frascati, squadra romana di Serie D.
Nella stagione 2013-2014 gioca con la maglia della Lupa Castelli Romani dove realizza 27 reti contribuendo alla promozione della squadra in Serie D.
Nel luglio 2014 si trasferisce alla Viterbese, in Serie D; con i laziali ottiene un secondo posto in classifica dietro alla Lupa Castelli Romani, sua ex squadra, che viene promossa in Lega Pro.
Nell'agosto 2015 viene tesserato dalla Nuova Monterosi, in Eccellenza, dove vince il campionato segnando 19 reti in 25 presenze.
Nella stagione 2016-2017 gioca con il Monterosi Tuscia il campionato di Serie D girone G, classificandosi al secondo posto.
Nel dicembre 2017 lascia il Monterosi Tuscia dopo essere diventato il miglior marcatore degli ultimi vent’anni della squadra, accasandosi all’SSF Atletico, militante sempre nel girone G di Serie D, concludendo la stagione al terzo posto. Sempre in D, nel luglio 2018 si accasa all'Albalonga e nel luglio seguente viene ingaggiato dagli abruzzesi del Pineto.
Nel dicembre 2019 ritorna al Monterosi Tuscia in Serie D.
Nell'estate 2020, si trasferisce al Pomezia in Eccellenza Laziale. Ad agosto 2021 passa al Civitavecchia sempre in Eccedenza Laziale.

## Palmarès

### Competizioni regionali
- Eccellenza: 2

Lupa Castelli Romani: 2013-2014
Nuova Monterosi: 2015-2016